# 1869

## Esdeveniments
Països Catalans
- 18 de maig - Pacte de Tortosa - Els representants dels comitès republicano-federals d'Aragó, Catalunya, País Valenciaà i Illes Balears, signen restaurar la Corona d'Aragó dintre de l'Estat republicà espanyol.
- 24 de juliol - Catalunya i País Valencià: s'hi esdevenen aixecaments monàrquics.
- Barcelona: es funda El Estado Catalán, portaveu oficial dels republicans federals catalans.

Resta del món
- 11 de febrer - Madrid (Espanya): s'hi constitueixen les Corts Constituents després del derrocament d'Isabel II.
- 27 de març - Madrid: Es publica la primera edició de la revista La Flaca.
- 6 de juny - Espanya: s'hi promulga la nova Constitució Espanyola de 1869.[1]
- 24 de juliol - l'Aragó: s'hi esdevenen aixecaments monàrquics.
- 22 de setembre - Múnic: primera representació de Das Rheingold, el Pròleg de la Tetralogia Der Ring des Nibelunguen de Richard Wagner al Nationaltheater.

## Naixements
Països Catalans
- 25 de gener, Barcelona: Carme Bonaplata i Cuní, soprano catalana (m. 1911).[2]
- 16 de juny - Les Masies de Roda, Osona: Lluís Gonzaga Jordà i Rossell, músic compositor i empresari musical (m. 1951).[3]
- 19 d'agost - la Riba, Província de Tarragona: Isidre Gomà i Tomàs, bisbe, cardenal i escriptor català (m. 1940).
- 7 de setembre - Cadaqués: Caritat Serinyana i Rubiés, mecenes catalana (m. 1915).[4]
- 11 de setembre - l'Escala, Empordà: Víctor Català, escriptora catalana (m. 1966).[5]
- 19 d'octubre - Barcelona: Carme Matas i Aurigemma, pianista i pedagoga catalana (m.1943).[6]
- 4 de novembre - Palma, Mallorca: Maria Antònia Salvà i Ripoll, poetessa mallorquina.[7]
- 1 de desembre - Barcelona: Joan Padrós i Rubió, dirigent esportiu i empresari català, un dels fundadors del Reial Madrid Club de Futbol i el primer president del club (1902-1904).

Resta del món
- 10 de gener - Pokróvskoie, Imperi Rus: Grigori Rasputin, místic rus (m. 1916).
- 27 de gener - Washington DC, Estats Units: Marion Cook, violinista, saxofonista i director d'orquestra estatunidenc de jazz tradicional (m. 1944).[8]
- 11 de febrer - Elberfeld, avui Wuppertal, Alemanya: Else Lasker-Schüler, escriptora i dibuixant alemanya (m. 1945).[9]
- 14 de febrer: Charles Thomson Rees Wilson, físic britànic, premi Nobel de Física el 1927 (m. 1959).
- 13 de març, La Corunya: Ramón Menéndez Pidal, filòleg, historiador, folklorista i medievalista espanyol, creador de l'escola filològica espanyola, membre erudit de la Generació del 98.
- 15 de març: Stanisław Wojciechowski, president de Polònia (m. 1953).[10]
- 18 de març: Neville Chamberlain, primer ministre del Regne Unit (m. 1940).
- 22 de març: Emilio Aguinaldo, president de les Filipines (m. 1964).[11]
- 4 d'abril, Pittsburgh, Pennsilvània: Mary Colter, arquitecta nord-americana (m. 1958).[12]
- 5 d'abril, Tourcoing, França: Albert Roussel, compositor francès (m. 1937).[13]
- 13 d'abril, 
  - Portland, Victòria (Austràlia):  Vida Goldstein, va ser una dona política australiana, pionera del moviment feminista i sufragista d'aquest país (m. 1949)[11]
  - Cumberland: Isabel Maddison, matemàtica britànica coneguda pel seu treball amb equacions diferencials.[14]
- 15 d'abril, Santander (Cantàbria, Espanya): Concha Espina, novel·lista espanyola (m. 1955).[15]
- 28 d'abril, Dunedin, Nova Zelanda: Frances Hodgkins, pintora neozelandesa establerta a la Gran Bretanya (m.1947).[16]
- 5 de maig, Moscou, Imperi Rus: Hans Pfitzner, compositor alemany. (m. 1949).[17]
- 11 de maig - illes Açores: Francisco de Lacerda, Músic portuguès (m. 1934).[18]
- 27 de juny: 
  - Hans Spemann, embriòleg alemany, Premi Nobel de Fisiologia o Medicina (m. 1941).[19]
  - Kaunas (Imperi Rus, avui Lituània): Emma Goldman, anarquista i feminista coneguda pel seu activisme, escrits i discursos (m. 1940).[20]
- 18 d'agost: Quinçac (Gironda)ː Clémentine-Hélène Dufau, artista pintora, cartellista i il·lustradora francesa (m. 1937).[21]
- 27 d'agost, L'Havana:Laura Martínez de Carvajal, oftalmòloga, primera metgessa cubana.[22]
- 3 de setembre: 
  - Ljubljana, Imperi austrohongarès: Fritz Pregl, químic austríac, Premi Nobel de Química de 1923 (m. 1930).[23]
  - Chemnitz: Helene Funke, pintora expressionista alemanya (m. 1957).[24]
- 6 de setembre - Pest, Imperi Austrohongarès: Felix Salten, escriptor austríac, autor del llibre infantil Bambi, una vida al bosc i de la novel·la eròtica Josefine Mutzenbacher (m. 1945).[25]
- 17 de setembre - Stavanger, Noruega: Christian Lous Lange, historiador, Premi Nobel de la Pau de 1921 (m. 1938)
- 16 d'agost, Iowa: Mignon Talbot, paleontòloga estatunidenca pionera, dedicada a l'estudi de vertebrats i invertebrats (m. 1950).[26]
- 2 d'octubre: Mohandas Gandhi, pensador i polític indi (m. 1948).[27]
- 5 d'octubre, Hèlsinki: Ellen Thesleff, pintora expressionista finlandesa (m. 1954).[28]
- 3 de novembre, Bromma: Ester Almqvist, artista expressionista sueca (m. 1934).[29]
- 4 de novembre: Edward Abeles, actor estatunidenc, (m. 1919).
- 15 de novembre - Sant Petersburg; Vassili Vladímirovitx Bartold, historiador rus.
- 17 de novembre - Pest, Hongria: Hugó Ignotus, poeta, assagista i crític literari hongarès (m. 1949).[30]
- 20 de novembre - Tula: Zinaïda Guíppius, escriptora i poeta russa de l'edat de plata, figura clau del simbolisme rus (m. 1945).[31]
- 24 de novembre - Lisboa, Portugal: António Óscar de Fragoso Carmona polític i militar portuguès,onzè president de la República portuguesa sota la dictadura i el posterior "Estat Nòu" (Estado Novo) (m. 1951).[11]
- 30 de novembre - Stenstorp, Suècia: Gustaf Dalén, enginyer i físic suec, Premi Nobel de Física de l'any 1912 (m. 1937).
- 5 de desembre - Beaver Dam, Comtat de Dodge, Wisconsin: Delia Akeley, exploradora estatunidenca (m. 1970).[32]
- 23 de desembre - Reading ,Berkshire (Anglaterra): Hugh Allen, musicòleg, organista i mestre de cor anglès (m. 1946).[33]
- 31 de desembre - Le Cateau-Cambrésis, França: Henri Matisse, pintor, escultor i dissenyador francès (m. 1954).[34]
- Istanbul: Mehmet Emin Yurdakul, escriptor turc.
- al-Haykayn, prop d'al-Rustak, Oman: Abu-Muhàmmad Abd-Al·lah as-Salimí, restaurador de l'imamat a Oman de 1913 a 1955.
- París: Jeanne Richomme, mezzosoprano francesa.

## Necrològiques
Països Catalans
- 4 d'abril - Sabadell: Pere Turull i Sallent, conegut com el Rico Catalán, industrial sabadellenc.
- 1 de maig - Barcelona: Amalia Fenollosa Peris, poetessa i novel·lista romàntica (n. 1825).[35]

Resta del món
- 30 de gener - Londres: Charlotte Alington Barnard, «Claribel», compositora anglesa de balades i cants populars (n. 1830).[36]
- 8 de març - París, França: Hector Berlioz, compositor francès.(n. 1803)[13]
- 20 d'abril - Kiel, Alemanya: Carl Loewe, compositor alemany (n. 1796).[37]
- 21 d'agost - Feltham, (Regne Unit): Thomas Hodgskin, escriptor socialista anglès d'economia política, anarquista de mercat, crític del capitalisme i partidari del lliure comerç i els primers sindicats (n. 1787).[38]
- 8 d'octubre - Concord, Nou Hampshire (EUA): Franklin Pierce, advocat, 14è President dels Estats Units d'Amèrica. (n. 1804).[39]
- 13 d'octubre -París (França): Charles-Augustin Sainte-Beuve, crític literari francès (n. 1804).
- 23 d'octubre - Knowsley Hall (Anglaterra): Edward Smith-Stanley, polític anglès, Primer Ministre del Regne Unit (n. 1799).
- Alcalá de Henares, Madrid: Agustín Jiménez y Arenas, organista i compositor espanyol.